# Lighter
"Lighter" é uma canção da artista musical estadunidense Miley Cyrus, contida em seu quinto álbum de estúdio Miley Cyrus & Her Dead Petz (2015). Foi lançada na plataforma SoundCloud gratuitamente juntamente com o álbum, e teve um vídeo musical lançado em 21 de novembro de 2015, a canção foi escrita por Cyrus e produzida por Mike Will Made It e A+, sendo a décima quinta faixa do álbum. Cyrus performou a canção na Milky Milky Milk Tour durante os meses de novembro e dezembro.

## Composição
"Lighter" dura cinco minutos e dezenove segundos. Foi composta por Miley Cyrus, enquanto a produção foi de Mike Will Made It e A+. A música é uma balada com o amor como tema principal. Durante um show em Washington, em 27 de novembro de 2015, da Milky Milky Milk Tour ela afirmou que escreveu essa música no chuveiro pensando em sua amiga e também a cantora Ariana Grande.

## Vídeo musical
Durante a performance de estreia da canção na turnê, em 19 de novembro, Cyrus comentou que a reação do público distinguiu "Lighter" como a favorita dos fãs entre seu novo material. Ela consequentemente lançou um vídeo musical, lançado através da conta do Facebook do cantora. No vídeo dirigido pela própria intérprete e Wayne Coyne, são projetadas imagens coloridas que foram modificadas com o efeito proporcionado pelo caleidoscópio, feito por Jen Stark. Segundo a cantora, é mais um presente para seus fãs. A revista Nylon elogiou o vídeo, afirmando que apesar do pequeno orçamento, é considerado um ótimo vídeo autêntico, e hipnotizador. O vídeo foi publicado no YouTube no domingo, 22 de novembro de 2015.

## Créditos
Créditos adaptados do website de Cyrus.
Gravação
- Mixado no Sauce Studios (Atlanta, Geórgia)

Equipe
- A+ – produção
- Miley Cyrus – vocais principais, composição
- Paul David Hager – mixagem
- Steve Hybicki – mixagem
- Randy Lanphear – assistente
- Mike Will Made It – produção